# Edern
Edern är en kommun i departementet Finistère i regionen Bretagne i västra Frankrike. Kommunen ligger i kantonen Briec som tillhör arrondissementet Quimper. År 2022 hade Edern 2 199 invånare.

## Befolkningsutveckling
Antalet invånare i kommunen Edern
Referens:INSEE